# Maxime Brinck-Croteau
Maxime Brinck-Croteau, född 29 mars 1986, är en kanadensisk fäktare.
Brinck-Croteau tävlade för Kanada vid olympiska sommarspelen 2016 i Rio de Janeiro, där han blev utslagen i den andra omgången i värja av ryska Vadim Anochin.